# Galgenberg (Starnberg)
Der Galgenberg ist ein 688 m hoher Berg im Bayerischen Alpenvorland westlich des Starnberger Sees.
Am Galgenberg befindet sich ein Naturdenkmal, u.A. zum Schutz der Bienenragwurz und weiterer seltener Arten.